# Lipovšček
Lipovšček este o arie protejată (arie specială de conservare — SAC, sit de importanță comunitară — SCI) din Slovenia întinsă pe o suprafață de 5,1 ha, integral pe uscat.

## Localizare
Centrul sitului Lipovšček este situat la coordonatele 46°12′29″N 13°48′05″E / 46.208°N 13.8014°E.

## Înființare
Situl Lipovšček a fost declarat sit de importanță comunitară în aprilie 2004 pentru a proteja 1 specie de animale. Situl a fost protejat și ca arie specială de conservare în februarie 2012.

## Biodiversitate
Situată în ecoregiunea alpină, aria protejată nu include niciun habitat protejat.
La baza desemnării sitului se află o specie protejată de  pești: Salmo marmoratus.